# Pierre Le Corre
Pierre Le Corre (3 de fevereiro de 1990) é um triatleta profissional francês.

## Carreira

### Rio 2016
Pierre Le Corre competiu na Rio 2016, ficando em 25º lugar com o tempo de 1:48.36.